# Alien: Earth
Alien: Earth (prt: Alien: Planeta Terra) é uma série de televisão norte-americana de ficção científica e horror, criada por Noah Hawley. É a primeira série de TV da franquia Alien e se passa dois anos antes dos eventos do filme de 1979, Alien, o Oitavo Passageiro. A série é estrelada por Sydney Chandler, Alex Lawther, Essie Davis, Samuel Blenkin, Babou Ceesay, Adarsh Gourav e Timothy Olyphant em papéis principais.
O desenvolvimento da série teria começado no início de 2019, com Ridley Scott como produtor executivo para a FX on Hulu. A pré-produção começou em abril de 2023, com Sydney Chandler escalada para o papel principal no mês seguinte, e o restante do elenco sendo definido de julho a novembro do mesmo ano. Após as filmagens serem atrasadas devido à pandemia de COVID-19, a produção começou em julho de 2023, mas foi interrompida em agosto devido à greve da SAG-AFTRA de 2023. As filmagens foram retomadas em abril de 2024 e terminaram em julho do mesmo ano.
Alien: Earth estreou na FX e FX on Hulu nos Estados Unidos e no Disney+ internacionalmente em 12 de agosto de 2025.

## Premissa
O primeiro episódio da série apresenta a premissa de que a imortalidade da humanidade pode seguir três destinos separados:
- Humanos aprimorados ciberneticamente: Ciborgues
- Seres com inteligência artificial: Synths
- Seres sintéticos com consciência humana transferida: Híbridos

Quando a nave espacial Maginot cai na Terra, uma jovem e um grupo de soldados táticos fazem uma descoberta que os coloca frente a frente com a maior ameaça do planeta.

## Elenco e Personagens

### Elenco Principal
- Sydney Chandler como Wendy, a primeira híbrida (uma pessoa que tem sua consciência humana transferida para um corpo sintético) e irmã de Joe, anteriormente conhecida como Marcy.[5]
  - Florence Bensberg como Marcy, uma criança de 11 anos com doença terminal e a forma humana original de Wendy.
- Alex Lawther como o Soldado Joseph D. Hermit, um médico do Serviço de Segurança da Prodigy Corporation e irmão de Wendy.[5][6]
- Essie Davis como Dame Sylvia, uma funcionária da Prodigy Corporation e esposa de Arthur.[7]
- Samuel Blenkin como Boy Kavalier, o CEO da Prodigy Corporation e o trilionário mais jovem do mundo.[5]
- Babou Ceesay como Morrow, o oficial de segurança ciborgue (humano com algumas partes sintéticas) da USCSS Maginot.[8]
- Adarsh Gourav como Slightly, um híbrido.[7]
  - Rishi Kuppa como Aarush, uma criança de 12 anos com doença terminal de Mumbai e a forma humana original de Slightly.
- Erana James como Curly, uma híbrida.[8][6]
- Lily Newmark como Nibs, uma híbrida.[8][6]
- Jonathan Ajayi como Smee, um híbrido.[8][6]
- David Rysdahl como Arthur Sylvia, um cientista e marido de Dame Sylvia.[5][6]
- Diêm Camille como Siberian, um soldado do Serviço de Segurança da Prodigy Corporation.[8]
- Moe Bar-El como Rashidi, um soldado do Serviço de Segurança da Prodigy Corporation.[9]
- Adrian Edmondson como Atom Eins, um funcionário sênior da Prodigy Corporation.[8]
- Timothy Olyphant como Kirsh, o principal cientista sintético da Prodigy Corporation, que atua como mentor e treinador de Wendy.[5]

### Elenco Recorrente
- Richa Moorjani como Zaveri, membro da tripulação a bordo da USCSS Maginot.[10]
- Sandra Yi Sencindiver como Yutani, a CEO da Weyland-Yutani Corporation.[11]
- Kit Young como Tootles, um híbrido.[12]
- Lloyd Everitt como Hoyt, um soldado da Força de Segurança da Prodigy Corporation.
- Amir Boutrous como Rahim, o oficial médico a bordo da USCSS Maginot.[10]
- Karen Aldridge como Chibuzo, uma cientista a bordo da USCSS Maginot.[10]
- Michael Smiley como Shmuel, um engenheiro sênior a bordo da USCSS Maginot.[10]
- Jamie Bisping como Malachite, um engenheiro júnior a bordo da USCSS Maginot.[10]
- Andy Yu como Teng, membro da tripulação a bordo da USCSS Maginot.[10]
- Max Rinehart como Bronski, membro da tripulação a bordo da USCSS Maginot.[10]
- Enzo Cilenti como Petrovich, membro da tripulação a bordo da USCSS Maginot.[10]
- Tom Moya[10]
- Victoria Masoma como Sullivan, membro da tripulação a bordo da USCSS Maginot.[10]
- Tanapol Chuksrida como Dinsdale, o capitão da USCSS Maginot.[10]

## Lançamento
Alien: Earth estreou na FX, FX on Hulu e Disney+ com os dois primeiros episódios em 12 de agosto de 2025. Os episódios subsequentes da temporada de oito capítulos serão lançados semanalmente. Antes do lançamento da série, o primeiro episódio foi exibido antecipadamente para os participantes do painel da série na San Diego Comic-Con em 25 de julho.